# Championnat de Malte de football 2020-2021
Navigation
Saison 2019-2020 Saison 2021-2022
| \| La Valette Hibernians Gżira Ħamrun Sliema Balzan Birkirkara Floriana Mosta Senglea Sirens Gudja Santa Lucia Lija Żejtun \| Localisation des clubs engagés dans le championnat. |
| La Valette Hibernians Gżira Ħamrun Sliema Balzan Birkirkara Floriana Mosta Senglea Sirens Gudja Santa Lucia Lija Żejtun                                                           |

La saison 2020-2021 de Premier League Maltaise (appelée BOV Premier League pour des raisons de parrainage) est la 106e édition du championnat de Malte de football. Le plus haut niveau du football maltais, organisé par la Malta Football Association, oppose cette saison seize clubs en une série de  matchs aller et retour au sein d'une poule unique.
Le tenant du titre, Floriana FC, défendra son 26e titre. Aucune relégation n'a eu lieu la saison dernière, tandis que les deux premiers de First Division, le Lija Athletic  et les Żejtun Corinthians, rejoignent l'élite maltaise.
Le 10 mars 2021, en raison de la pandémie de Covid-19, le Gouvernement de Malte suspend toutes les compétitions de football pour un mois
Le 9 avril 2021, le championnat est finalement définitivement arrêté ; le titre, les qualifications européennes et les relégations sont attribuées selon le classement arrêté à la 23e journée. Le barrage de relégation est quant à lui annulé.

## Équipes participantes
Légende des couleurs
- Ligue des champions 2020-2021
- Ligue Europa 2020-2021
- Promu de First division 2019-2020

| Club                  | Classement 2019-2020 |
| --------------------- | -------------------- |
| Floriana FC           | 1er                  |
| Valletta FC           | 2e                   |
| Hibernians FC         | 3e                   |
| Sirens FC             | 4e                   |
| Birkirkara FC         | 5e                   |
| Gzira United FC       | 6e                   |
| Balzan FC             | 7e                   |
| Mosta FC              | 8e                   |
| Hamrun Spartans FC    | 9e                   |
| Sliema Wanderers FC   | 10e                  |
| Gudja United          | 11e                  |
| St. Lucia FC          | 12e                  |
| Senglea Athletic      | 13e                  |
| Tarxien Rainbows FC   | 14e                  |
| Żejtun Corinthians FC | 1er (First Division) |
| Lija Athletic FC      | 2e (First Division)  |

## Compétition

### Format
Chacune des seize équipes participant au championnat s'affronte en une série de  matchs aller et retour au sein d'une poule unique. Le douzième  dispute un match de barrage contre le troisième de seconde division. Les 13e et 14e sont relégués en Challenge League.

### Classement
Les équipes sont classées selon leur nombre de points, lesquels sont répartis comme suit : trois points pour une victoire, un point pour un match nul et zéro point pour une défaite. Pour départager les égalités, les critères suivants sont utilisés :
1. Match d'appui disputé sur terrain neutre pour les places européennes ou le titre de champion
2. Différence de buts particulière
3. Différence de buts générale
4. Nombre de buts marqués

Le 9 avril 2021, le championnat est définitivement arrêté en raison de la pandémie de Covid-19. Le Hamrun Spartans, premier au moment de l'arrêt du championnat, est sacré champion. Néanmoins, le 9 juin 2021, l'UEFA rejette la qualification du Hamrun Spartans en raison d'un cas de matchs truqués lors de la saison 2012-2013. Le Hibernians FC, deuxième du championnat, se qualifie donc pour la Ligue des champions. De plus, le Sliema Wanderers, 5e, n'obtient pas de licence UEFA, et est donc remplacé en Ligue Europa Conférence par le Mosta, 6e.
| \| Rang \| Équipe \| Pts \| J \| G \| N \| P \| Bp \| Bc \| Diff \| \| ---- \| ----------------------- \| --- \| -- \| -- \| - \| -- \| -- \| -- \| ---- \| \| 1 \| Hamrun Spartans FC \| 56 \| 23 \| 17 \| 5 \| 1 \| 56 \| 20 \| +36 \| \| 2 \| Hibernians FC \| 51 \| 23 \| 16 \| 3 \| 4 \| 53 \| 20 \| +33 \| \| 3 \| Gzira United FC \| 46 \| 23 \| 14 \| 4 \| 5 \| 49 \| 21 \| +28 \| \| 4 \| Birkirkara FC \| 44 \| 23 \| 13 \| 5 \| 5 \| 45 \| 25 \| +20 \| \| 5 \| Sliema Wanderers FC \| 40 \| 23 \| 12 \| 4 \| 7 \| 39 \| 31 \| +8 \| \| 6 \| Mosta FC \| 36 \| 23 \| 12 \| 4 \| 7 \| 39 \| 31 \| +8 \| \| 7 \| Valletta FC \| 33 \| 23 \| 9 \| 6 \| 8 \| 27 \| 35 \| -8 \| \| 8 \| St. Lucia FC \| 29 \| 23 \| 7 \| 8 \| 8 \| 38 \| 35 \| +3 \| \| 9 \| Sirens FC \| 28 \| 23 \| 7 \| 7 \| 9 \| 27 \| 35 \| -8 \| \| 10 \| Balzan FC \| 27 \| 23 \| 6 \| 9 \| 8 \| 31 \| 29 \| +2 \| \| 11 \| Gudja United \| 27 \| 23 \| 8 \| 3 \| 12 \| 29 \| 35 \| -6 \| \| 12 \| Floriana FC T \| 27 \| 23 \| 7 \| 6 \| 10 \| 26 \| 34 \| -8 \| \| 13 \| Żejtun Corinthians FC P \| 24 \| 23 \| 6 \| 6 \| 1 \| 28 \| 40 \| -12 \| \| 14 \| Tarxien Rainbows FC \| 21 \| 23 \| 6 \| 3 \| 14 \| 25 \| 48 \| -23 \| \| 15 \| Lija Athletic FC P \| 20 \| 23 \| 5 \| 5 \| 13 \| 25 \| 46 \| -21 \| \| 16 \| Senglea Athletic \| 2 \| 23 \| 0 \| 2 \| 21 \| 13 \| 62 \| -49 \| | Qualifications européennes - 2e : 1er tour de qualification en Ligue des champions 2021-2022 - 3e, 4e et 6e : 1er tour de qualification en Ligue Europa Conférence 2021-2022 Relégations - 12e : Barrage de relégation en Challenge League 2021-2022 Annulé - 13e, 14e, 15e et 16e : Relégation en Challenge League 2021-2022 Abréviations - T : Tenant du titre - C : Vainqueur de la FA Trophy 2020-2021 Abandonnée - S : Vainqueur de la Supercoupe 2020-2021 - P : Promu de First Division 2019-2020 |     |    |    |   |    |    |    |      |
| Rang | Équipe | Pts | J  | G  | N | P  | Bp | Bc | Diff |
| 1 | Hamrun Spartans FC | 56  | 23 | 17 | 5 | 1  | 56 | 20 | +36  |
| 2 | Hibernians FC | 51  | 23 | 16 | 3 | 4  | 53 | 20 | +33  |
| 3 | Gzira United FC | 46  | 23 | 14 | 4 | 5  | 49 | 21 | +28  |
| 4 | Birkirkara FC | 44  | 23 | 13 | 5 | 5  | 45 | 25 | +20  |
| 5 | Sliema Wanderers FC | 40  | 23 | 12 | 4 | 7  | 39 | 31 | +8   |
| 6 | Mosta FC | 36  | 23 | 12 | 4 | 7  | 39 | 31 | +8   |
| 7 | Valletta FC | 33  | 23 | 9  | 6 | 8  | 27 | 35 | -8   |
| 8 | St. Lucia FC | 29  | 23 | 7  | 8 | 8  | 38 | 35 | +3   |
| 9 | Sirens FC | 28  | 23 | 7  | 7 | 9  | 27 | 35 | -8   |
| 10 | Balzan FC | 27  | 23 | 6  | 9 | 8  | 31 | 29 | +2   |
| 11 | Gudja United | 27  | 23 | 8  | 3 | 12 | 29 | 35 | -6   |
| 12 | Floriana FC T | 27  | 23 | 7  | 6 | 10 | 26 | 34 | -8   |
| 13 | Żejtun Corinthians FC P | 24  | 23 | 6  | 6 | 1  | 28 | 40 | -12  |
| 14 | Tarxien Rainbows FC | 21  | 23 | 6  | 3 | 14 | 25 | 48 | -23  |
| 15 | Lija Athletic FC P | 20  | 23 | 5  | 5 | 13 | 25 | 46 | -21  |
| 16 | Senglea Athletic | 2   | 23 | 0  | 2 | 21 | 13 | 62 | -49  |

### Barrage de promotion-relégation
Le match de barrage de promotion-relégation oppose le douzième de première division au troisième de deuxième division.
| 2021 |  | Annulé |  |  |  |
|      |  |        |  |  |  |

## Bilan de la saison
| Championnat de Malte de football 2020-2021 |                               |
| Champion                                   | Hamrun Spartans FC (8e titre) |
| Coupes et trophées                         |                               |
| Vainqueur de la Coupe de Malte 2020-2021   | Abandonnée                    |
| Qualifications continentales               |                               |
| Ligue des champions de l'UEFA 2021-2022    | Hibernians FC                 |
| Ligue Europa Conférence 2021-2022          | Gzira United FC               |
| Ligue Europa Conférence 2021-2022          | Birkirkara FC                 |
| Ligue Europa Conférence 2021-2022          | Mosta FC                      |
| Promotions et relégations                  |                               |
| Promus en Premier League                   | aucun                         |
| Relégués en Challenge League               | Żejtun Corinthians FC         |
| Relégués en Challenge League               | Tarxien Rainbows FC           |
| Relégués en Challenge League               | Lija Athletic FC              |
| Relégués en Challenge League               | Senglea Athletic              |